# Leucophenga neopalpalis
Leucophenga neopalpalis är en tvåvingeart som beskrevs av Bachli 1971. Leucophenga neopalpalis ingår i släktet Leucophenga och familjen daggflugor. Inga underarter finns listade i Catalogue of Life.